# Liste des abbayes de Bretagne
La liste des abbayes bretonnes recense de manière exhaustive les abbayes fondées sur le territoire de la Bretagne historique. 

## Liste
| Abbaye                                       | Département      | Commune                      | Fondation             | Disparition     | Protection                                                                        | Coordonnées                        | Commentaires | Illus. |
| -------------------------------------------- | ---------------- | ---------------------------- | --------------------- | --------------- | --------------------------------------------------------------------------------- | ---------------------------------- | --- | ------ |
| Abbaye Notre-Dame de Bégard                  | Côtes-d'Armor    | Bégard                       | 1130                  | 1790            |                                                                                   | 48° 37′ 49″ nord, 3° 17′ 47″ ouest | Diocèse de Tréguier, cistercienne                                                                               |        |
| Abbaye Sainte-Croix de Guingamp              | Côtes-d'Armor    | Guingamp                     | 1135                  | 1790            | Inscrit MH (1926) · « PA00089175 », notice no PA00089175                          | 48° 33′ 09″ nord, 3° 09′ 23″ ouest | Diocèse de Tréguier (aujourd'hui Saint-Brieuc). Fondée par Bourg-Moyen près de Blois, chanoines réguliers.      |        |
| Abbaye Notre-Dame de Lanthénac               | Côtes-d'Armor    | La Ferrière                  | 1149                  | 1767            |                                                                                   |                                    | Diocèse de Saint-Brieuc, bénédictine                                                                            |        |
| Abbaye Notre-Dame de Coatmalouen             | Côtes-d'Armor    | Kerpert                      | 1142                  | 1790            | Inscrit MH (1964) · « PA00089216 », notice no PA00089216                          | 48° 24′ 09″ nord, 3° 06′ 19″ ouest | Diocèse de Quimper, fondée par l'abbaye de Bégard, cistercienne                                                 |        |
| Abbaye Saint-Magloire de Léhon               | Côtes-d'Armor    | Léhon                        | IXe siècle            | 1767            | Classé MH (1875) · « PA00089303 », notice no PA00089303                           | 48° 25′ 28″ nord, 2° 04′ 21″ ouest | |        |
| Abbaye Notre-Dame de Beaulieu                | Côtes-d'Armor    | Mégrit                       | 1163                  | 1790            |                                                                                   |                                    | Autrefois dans la paroisse de Languédias, diocèse de Saint-Malo chanoines réguliers de saint Augustin           |        |
| Abbaye Notre-Dame de Beauport                | Côtes-d'Armor    | Paimpol                      | 1202                  | 1790            | Classé MH (1862) · « PA00089362 », notice no PA00089362                           | 48° 46′ 04″ nord, 3° 01′ 10″ ouest | Victorins puis prémontrés                                                                                       |        |
| Abbaye Saint-Aubin des Bois                  | Côtes-d'Armor    | Plédéliac                    | 1137 1820             | 1790 1830       |                                                                                   | 48° 29′ 29″ nord, 2° 23′ 47″ ouest | Fondée par l'abbaye de Bégard, cistercienne                                                                     |        |
| Abbaye de Glayo                              | Côtes-d'Armor    | Fréhel                       | XIIe siècle           | 1790            |                                                                                   |                                    | |        |
| Abbaye Notre-Dame de Boquen                  | Côtes-d'Armor    | Plénée-Jugon                 | 1137 1936             | 1790 1973       | Classé MH (1938) · « PA00089413 », notice no PA00089413                           | 48° 20′ 04″ nord, 2° 27′ 33″ ouest | Diocèse de Saint-Brieuc, fondée par l'abbaye de Bégard aujourd'hui Monastère Notre-Dame de la Croix-Vivifiante  |        |
| Abbaye Notre-Dame de Bon-Repos               | Côtes-d'Armor    | Saint-Gelven                 | 1184                  | 1790            | Inscrit MH (1940) · « PA00089615 », notice no PA00089615                          | 48° 12′ 41″ nord, 3° 07′ 36″ ouest | Fondée par l'abbaye de Savigny, cistercienne                                                                    |        |
| Abbaye de Saint-Jacut                        | Côtes-d'Armor    | Saint-Jacut-de-la-Mer        | Ve siècle 1008        | IXe siècle 1792 |                                                                                   | 48° 36′ 10″ nord, 2° 11′ 26″ ouest | Bénédictine |        |
| Abbaye Saint-Maurice de Carnoët              | Finistère        | Clohars-Carnoët              | Années 1170           | 1790            | Inscrit MH (1956) · « PA00089879 », notice no PA00089879                          | 47° 48′ 06″ nord, 3° 31′ 33″ ouest | Ou abbaye Notre-Dame de Carnoët Diocèse de Quimper, cistercienne                                                |        |
| Abbaye Notre-Dame de Daoulas                 | Finistère        | Daoulas                      | 1173                  | 1692            | Classé MH (1886, 2004) · « PA00089906 », notice no PA00089906                     | 48° 21′ 43″ nord, 4° 15′ 53″ ouest | Augustins |        |
| Abbaye Notre-Dame-des-Anges de Landéda       | Finistère        | Landéda                      | 1509                  | 1791            | Inscrit MH (2002) · « PA29000046 », notice no PA29000046                          | 48° 35′ 47″ nord, 4° 34′ 10″ ouest | Franciscains |        |
| Abbaye Notre-Dame de Landévennec             | Finistère        | Landévennec                  | 1950                  | ouverte         |                                                                                   | 48° 17′ 26″ nord, 4° 16′ 10″ ouest | |        |
| Abbaye Saint-Guénolé de Landévennec          | Finistère        | Landévennec                  | Ve siècle             | 1780            | Classé MH (1992) · « PA00090040 », notice no PA00090040                           | 48° 17′ 25″ nord, 4° 16′ 00″ ouest | Diocèse de Quimper, hommes, bénédictine                                                                         |        |
| Abbaye Notre-Dame de Kerlot                  | Finistère        | Plomelin                     | 1652                  | 1668            |                                                                                   |                                    | Cistercienne, transférée à Quimper en 1668                                                                      |        |
| Abbaye Saint-Mathieu de Fine-Terre           | Finistère        | Plougonvelin                 | VIe siècle            | 1790            | Classé MH (1875) · « PA00090242 », notice no PA00090242                           | 48° 19′ 48″ nord, 4° 46′ 17″ ouest | Diocèse de Léon (aujourd'hui Quimper, construite entre 1157 et 1208, bénédictine                                |        |
| Abbaye Notre-Dame du Relecq                  | Finistère        | Plounéour-Ménez              | 1132                  | 1784            | Classé MH (1914) · « PA00090257 », notice no PA00090257                           | 48° 26′ 56″ nord, 3° 49′ 30″ ouest | Diocèse de Léon (aujourd'hui Quimper, cistercienne                                                              |        |
| Abbaye Saint-Colomban de Quimperlé           | Finistère        | Quimperlé                    | IXe siècle            | XIIIe siècle    | Classé MH (1949) · Inscrit MH (1949) · « PA00090377 », notice no PA00090377       | 47° 52′ 24″ nord, 3° 32′ 42″ ouest | Règle de saint Colomban                                                                                         |        |
| Abbaye Sainte-Croix de Quimperlé             | Finistère        | Quimperlé                    | 1029                  | 1790            | Classé MH (1840) · Inscrit MH (1926) · « PA00090381 », notice no PA00090381       | 47° 52′ 21″ nord, 3° 32′ 42″ ouest | Diocèse de Quimper, bénédictins, mauristes à partir de 1665                                                     |        |
| Abbaye Notre-Dame de la Vieuville            | Ille-et-Vilaine  | Epiniac                      | 1137                  | 1790            | Inscrit MH (2002) · « PA35000021 », notice no PA35000021                          | 48° 31′ 40″ nord, 1° 41′ 10″ ouest | Diocèse de Dol (aujourd'hui Rennes, cistercienne                                                                |        |
| Abbaye Saint-Pierre de Rillé                 | Ille-et-Vilaine  | Fougères                     | 1024                  | 1790            |                                                                                   |                                    | Diocèse de Rennes, chanoines réguliers de saint Augustin                                                        |        |
| Abbaye Saint-Jacques de Montfort             | Ille-et-Vilaine  | Montfort-sur-Meu             | 1152 1816             | 1790 1910       | Inscrit MH (1997) · « PA35000003 », notice no PA35000003                          | 48° 07′ 49″ nord, 1° 56′ 37″ ouest | Chanoines réguliers de saint Augustin                                                                           |        |
| Abbaye Notre-Dame de Paimpont                | Ille-et-Vilaine  | Paimpont                     | 1199                  | 1791            | Classé MH (1966) · « PA00090651 », notice no PA00090651                           | 48° 01′ 10″ nord, 2° 10′ 27″ ouest | Diocèse de Saint-Malo (aujourd'hui Rennes, chanoines réguliers de saint Augustin                                |        |
| Monastère Notre-Dame de Beaufort             | Ille-et-Vilaine  | Plerguer                     | 1963                  | ouvert          |                                                                                   | 48° 30′ 14″ nord, 1° 49′ 04″ ouest | Moniales dominicaines                                                                                           |        |
| Abbaye Saint-Sauveur de Redon                | Ille-et-Vilaine  | Redon                        | 832                   | 1790            | Classé MH (1862, 1990) · « PA00090664 », notice no PA00090664                     | 47° 39′ 01″ nord, 2° 05′ 02″ ouest | Diocèse de Vannes, bénédictine                                                                                  |        |
| Abbaye Saint-Georges de Rennes               | Ille-et-Vilaine  | Rennes                       | Années 1020           | 1792            | Inscrit MH (1930) · « PA00090671 », notice no PA00090671                          | 48° 06′ 42″ nord, 1° 40′ 27″ ouest | Femmes, bénédictine                                                                                             |        |
| Abbaye Saint-Melaine de Rennes               | Ille-et-Vilaine  | Rennes                       | VIe siècle            | 1790            | Inscrit MH (1926) · « PA00090679 », notice no PA00090679                          | 48° 06′ 53″ nord, 1° 40′ 23″ ouest | Diocèse de Rennes, hommes, bénédictine                                                                          |        |
| Abbaye de Saint-Méen                         | Ille-et-Vilaine  | Saint-Méen-le-Grand          | Années 600 XIe siècle | 919 1790        | Inscrit MH (1930) · « PA00090875 », notice no PA00090875                          | 48° 11′ 17″ nord, 2° 11′ 35″ ouest | Ancienne abbaye Saint-Jean de Gaël                                                                              |        |
| Abbaye Notre-Dame du Nid-au-Merle            | Ille-et-Vilaine  | Saint-Sulpice-la-Forêt       | 1112                  | 1792            | Inscrit MH (1926) · « PA00090883 », notice no PA00090883                          | 48° 13′ 10″ nord, 1° 34′ 29″ ouest | Ou abbaye de Saint-Sulpice des Bois, diocèse de Rennes, bénédictine Condonats et moniales, puis moniales seules |        |
| Abbaye Notre-Dame du Tronchet                | Ille-et-Vilaine  | Le Tronchet                  | 1150                  | 1790            | Classé MH (1933) · « PA00090892 », notice no PA00090892                           | 48° 29′ 28″ nord, 1° 50′ 05″ ouest | Diocèse de Dol (aujourd'hui Rennes), érigée en abbaye en 1170                                                   |        |
| Abbaye Notre-Dame de Villeneuve              | Loire-Atlantique | Le Bignon                    | 1201                  | 1789            |                                                                                   | 47° 07′ 22″ nord, 1° 32′ 00″ ouest | Diocèse de Nantes, cistercienne                                                                                 |        |
| Abbaye Notre-Dame de Blanche-Couronne        | Loire-Atlantique | La Chapelle-Launay           | XIIe siècle           | 1774            | Classé MH (1994) · Inscrit MH (1994) · « PA00108581 », notice no PA00108581       | 47° 21′ 02″ nord, 1° 59′ 08″ ouest | |        |
| Abbaye Notre-Dame de la Chaume               | Loire-Atlantique | Machecoul                    | 1099                  | 1768            |                                                                                   | 46° 59′ 38″ nord, 1° 49′ 18″ ouest | Diocèse de Nantes, bénédictine                                                                                  |        |
| Abbaye Notre-Dame de Melleray                | Loire-Atlantique | La Meilleraye-de-Bretagne    | 1132 1817             | 1790 ouverte    | Classé MH (1984, 1993) · Inscrit MH (1984) · « PA00108640 », notice no PA00108640 | 47° 32′ 56″ nord, 1° 22′ 40″ ouest | Diocèse de Nantes, érigée en abbaye en 1145, cistercienne                                                       |        |
| Abbaye Sainte-Madeleine de Geneston          | Loire-Atlantique | Montbert                     | 1163                  | 1790            |                                                                                   |                                    | Diocèse de Nantes, chanoines réguliers de saint Augustin                                                        |        |
| Abbaye Sainte-Marie de Pornic                | Loire-Atlantique | Pornic                       | 1170                  | 1790            |                                                                                   | 47° 06′ 46″ nord, 2° 07′ 52″ ouest | Diocèse de Nantes, chanoines réguliers de saint Augustin                                                        |        |
| Abbaye Notre-Dame de Buzay                   | Loire-Atlantique | Rouans                       | 1135                  | 1790            |                                                                                   | 47° 12′ 24″ nord, 1° 49′ 30″ ouest | Diocèse de Nantes, cistercienne                                                                                 |        |
| Abbaye Saint-Gildas de Saint-Gildas-des-Bois | Loire-Atlantique | Saint-Gildas-des-Bois        | 1026                  | 1790            | Classé MH (1994) · Inscrit MH (2003) · « PA00108797 », notice no PA00108797       | 47° 30′ 59″ nord, 2° 02′ 13″ ouest | Diocèse de Nantes, bénédictine                                                                                  |        |
| Abbaye Saint-Martin de Vertou                | Loire-Atlantique | Vertou                       | Années 570            | 1790            | Inscrit MH (1971) · « PA00108840 », notice no PA00108840                          | 47° 10′ 05″ nord, 1° 28′ 23″ ouest | Diocèse de Nantes                                                                                               |        |
| Abbaye Saint-Philibert de Grandlieu          | Loire-Atlantique | Saint-Philbert-de-Grand-Lieu | 815                   | 1790            | Classé MH (1896) · « PA00108819 », notice no PA00108819                           | 47° 02′ 19″ N, 1° 38′ 27″ O        | bénédictine |        |
| Abbaye Notre-Dame de Prières                 | Morbihan         | Billiers                     | 1252                  | 1790            |                                                                                   | 47° 31′ 26″ nord, 2° 29′ 15″ ouest | Diocèse de Vannes, cistercienne                                                                                 |        |
| Abbaye Notre-Dame de Lanvaux                 | Morbihan         | Brandivy                     | 1138                  | 1791            |                                                                                   | 47° 48′ 02″ nord, 2° 56′ 02″ ouest | Primitivement paroisse de Grand-Champ, cistercienne                                                             |        |
| Abbaye Notre-Dame de Timadeuc                | Morbihan         | Bréhan                       | 1841                  | ouverte         |                                                                                   | 48° 03′ 04″ nord, 2° 43′ 22″ ouest | Diocèse de Vannes, érigée en abbaye en 1847, cistercienne                                                       |        |
| Abbaye de la Joie Notre-Dame                 | Morbihan         | Campénéac                    | 1953                  | ouverte         |                                                                                   | 47° 58′ 44″ nord, 2° 18′ 24″ ouest | Fondée par transfert de Sainte-Anne-d'Auray                                                                     |        |
| Abbaye de Saint-Jean-des-Prés                | Morbihan         | Guillac                      | Années 1150           | 1790            | Classé MH (1998) · Inscrit MH (1998) · « PA00091260 », notice no PA00091260       | 47° 56′ 39″ nord, 2° 32′ 20″ ouest | Diocèse de Saint-Malo (aujourd'hui Vannes) chanoines réguliers de saint Augustin, génovéfains à partir de 1649  |        |
| Abbaye du Mont-Cassin de Josselin            | Morbihan         | Josselin                     | XVIIe siècle          | 1790            |                                                                                   |                                    | Bénédictines |        |
| Abbaye de la Joie                            | Morbihan         | Hennebont                    | 1275                  | 1792            | Classé MH (1921) · Inscrit MH (1995) · « PA00091277 », notice no PA00091277       | 47° 48′ 51″ nord, 3° 16′ 54″ ouest | |        |
| Abbaye Notre-Dame de Langonnet               | Morbihan         | Langonnet                    | 1136                  | 1790            | Inscrit MH (1928) · « PA00091334 », notice no PA00091334                          | 48° 06′ 22″ nord, 3° 25′ 56″ ouest | Diocèse de Quimper (aujourd'hui Vannes), cistercienne                                                           |        |
| Abbaye Notre-Dame de Larmor                  | Morbihan         | Larmor-Plage                 |                       |                 |                                                                                   |                                    | |        |
| Abbaye Saint-Michel de Kergonan              | Morbihan         | Plouharnel                   | 1898                  | ouverte         |                                                                                   | 47° 35′ 49″ nord, 3° 05′ 57″ ouest | Bénédictine |        |
| Abbaye Sainte-Anne de Kergonan               | Morbihan         | Plouharnel                   | 1896                  | ouverte         |                                                                                   | 47° 36′ 07″ nord, 3° 06′ 06″ ouest | Bénédictine |        |
| Congrégation des Filles de Jésus             | Morbihan         | Plumelin                     | 1834                  | ouverte         |                                                                                   | 47° 52′ 45″ nord, 2° 51′ 06″ ouest | |        |
| Abbaye Saint-Gildas de Rhuys                 | Morbihan         | Saint-Gildas-de-Rhuys        | VIe siècle 1008       | Xe siècle 1790  | Classé MH (1840) · « PA00091674 », notice no PA00091674                           | 47° 29′ 59″ nord, 2° 50′ 24″ ouest | Diocèse de Vannes, bénédictine                                                                                  |        |

## Carte
| Bégard Guingamp Coatmalouen Léhon Beauport Saint-Aubin des Bois Boquen Bon-Repos Saint-Jacut Carnoët Daoulas Notre-Dame-des-Anges Notre-Dame de Landévennec Saint-Guénolé de Landévennec Fine-Terre Relecq Saint-Colomban de Quimperlé Sainte-Croix de Quimperlé Vieuville Montfort Paimpont Beaufort Redon Saint-Georges de Rennes Saint-Melaine de Rennes Saint-Méen Nid-au-Merle Le Tronchet Villeneuve Blanche-Couronne Grand-Lieu La Chaume Melleray Pornic Buzay Saint-Gildas-des-Bois Vertou La Roë Prières Lanvaux Timadeuc Joie Notre-Dame Saint-Jean-des-Prés Joie Langonnet Saint-Michel de Kergonan Sainte-Anne de Kergonan Filles de Jésus Rhuys |